# Corispermum orientale
Corispermum orientale är en amarantväxtart som beskrevs av Jean-Baptiste de Lamarck. Corispermum orientale ingår i släktet lusfrön, och familjen amarantväxter. Inga underarter finns listade i Catalogue of Life.